# Canalirogas nigratus
Canalirogas nigratus är en stekelart som beskrevs av Van Achterberg 1996. Canalirogas nigratus ingår i släktet Canalirogas och familjen bracksteklar. Inga underarter finns listade.